# Кириченко, Николай Карпович
Никола́й Ка́рпович Кириче́нко (укр. Микола Карпович Кириченко; 12 февраля 1923, с. Петропавловка, Купянский уезд, Харьковская губерния, СССР — 12 августа 1986, Одесса, Украинская ССР, СССР) — советский партийный и государственный деятель Украинской ССР, Герой Социалистического Труда (1977).
Член ВКП(б) с 1944 года. Член ЦК Компартии Украины (1966—1986). Кандидат в члены ЦК КПСС (1971—1977), член ЦК КПСС (1977—1986). Депутат Верховного Совета СССР 7-10 созывов.
Почётный крымчанин (2000, посмертно).

## Биография
Родился в крестьянской семье.
В годы Великой Отечественной войны, оставив учебу в институте, ушел на фронт. Принимал активное участие в боевых действиях под Сталинградом (где был тяжело ранен), на Втором и Третьем украинских фронтах. В 1943 году командир санитарного взвода 282-го гвардейского стрелкового полка, затем служил военфельдшером в эскадрилье Луганского авиаучилища.
Окончил Харьковский учительский институт (1950) и Харьковский педагогический институт (заочно в 1955).
С 1946 года на комсомольской работе.
- 1947—1949 гг. — первый секретарь Купянского городского комитета ЛКСМ Украины,
- 1949—1955 гг. — второй, первый секретарь Харьковского областного комитета ЛКСМ Украины,
- 1955—1960 гг. — второй секретарь ЦК ЛКСМ Украины,
- 1960—1961 гг. — секретарь Полтавского областного комитета КП Украины,
- 1961—1962 гг. — второй секретарь Полтавского областного комитета КП Украины,
- 1962—1963 гг. — председатель исполнительного комитета Полтавского областного Совета,
- январь-июль 1963 г. — председатель исполнительного комитета Полтавского сельского областного Совета,
- 1963—1964 гг. — первый секретарь Кировоградского сельского областного комитета КП Украины,
- 1964—1965 гг. — председатель исполнительного комитета Кировоградского областного Совета,
- 1965—1967 гг. — первый секретарь Кировоградского областного комитета КП Украины,
- 1967—1977 гг. — первый секретарь Крымского областного комитета КП Украины,
- 1977—1983 гг. — первый секретарь Одесского областного комитета КП Украины.

«Это был весьма энергичный человек. Он буквально излучал силу характера, интеллект. И в глазах собеседника мгновенно превращался в фигуру масштабную».
С октября 1983 года на пенсии.
Похоронен в Одессе на Втором Христианском кладбище.
Сын Виталий.
Дочь Ольга.

## Награды
- Герой Социалистического Труда (1977)
- 4 ордена Ленина (22.03.1966; 27.08.1971; 22.12.1977; 11.02.1983)
- орден Октябрьской Революции (9.02.1973)
- орден Отечественной войны 1-й степени (11.03.1985)
- орден Трудового Красного Знамени (26.02.1958)
- 2 ордена «Знак Почёта» (28.10.1948; 26.04.1957)
- медаль «За отвагу» (12.12.1943)
- другие медали
- Почётный крымчанин (26.04.2000, посмертно)[2]

## Память
- Памятник, установленный в Симферополе в Центральном городском парке на набережной Салгира.
- В 2002 году в Крыму был учреждён Симферопольский городской благотворительный фонд «Возрождение Крыма» имени Николая Карповича Кириченко.
- Современники отзываются о Николае Карповиче Кириченко как об «истинном хозяине, при котором Крым, как никогда ни до, ни после, славился своими садами и виноградниками, бурными темпами развивающимся животноводством».